# 紫口榧螺
紫口榧螺（学名：Oliva episcopalis），是新腹足目榧螺科榧螺属的一种。主要分布于中国大陆、台湾，常栖息在低潮线下。